# Euploea rendovana
Euploea rendovana är en fjärilsart som beskrevs av Hans Fruhstorfer 1913. Euploea rendovana ingår i släktet Euploea och familjen praktfjärilar. Inga underarter finns listade i Catalogue of Life.